# Michelle Madsen
Michelle Madsen (født 16. marts 1991) er en kvindelig dansk fodboldspiller, der spiller som midtbane for Ballerup-Skovlunde Fodbold i kvindernes 1. division. Hun er desuden holdets anfører.

## Karriere
Hun har tidligere spillet for klubberne Lemvig GF og Team Viborg hvor hun for første gang optrådte i landets bedste kvindelige række Elitedivisionen, indtil 2012. Derefter skiftede Madsen, til den nordjyske topklub Fortuna Hjørring. Der spillede hun helt frem til sommeren 2016, hvor hun var en bærende profil for holdet. Med klubben vandt hun adskillige medaljer i de fire sæsoner, hvor hun vandt ligaen i 2014 og 2016 og sølvmedaljer tre gange i 2012, 2013 2015. Hun vandt desuden DBUs Landspokalturnering for kvinder i 2016 og var finalist i 2013 og 2015.
Hun skiftede i sommeren 2016, til Ballerup-Skovlunde Fodbold der spillede i Elitedivisionen og hvor hun siden har spillet.
Hun har desuden været indkaldt til både U/17- og U/19-landsholdet flere gange, og har officielt spillet 31 landskampe for begge landshold. Især på U/19-landsholdet, var Madsen en central og bærende spiller på holdet, og havde stor succes i årene.